# Colmado Colom
Colmado Colom situat al carrer de Sant Domingo, núm. 5, Palma, .Mallorca. És un establiment històric fundat el 1881. Actualment gestionat per Natalia Vaquer, besneta dels propietaris originals, el local va ser recuperat el 2020 per reobrir amb un enfocament gastronòmic actualitzat, respectant la visió innovadora del seu avi.

## Història i evolució
El negoci conegué l’èxit durant les dècades del 60, 70 i 80 ja que tenien comandes dels hotels i restaurants de categoria de Palma. En aquella època, les germanes Magdalena i Carme Colom, filles dels fundadors, van assumir la direcció després de la jubilació dels pares. Inicialment, venien productes bàsics com pa, vi, fruita i sal, però el 1940, sota la influència de Pedro Vaquer (avi de Natalia), el negoci va donar un gir cap a productes exclusius i d’importació. Aquest canvi va sorgir després d’un viatge de Pedro a París, on va inspirar-se en les botigues gourmet europees. Així, el Colmado Colom va començar a oferir xampany, licors selectes, caviar, ostres i foie gras, a més de destacar per les seves paneres de Nadal, convertint-se en un referent a Palma.

## Transicions en la gestió
En retirar-se les germanes Colom, sense descendents, el local va ser llogat a Sion Riera (1985-1990) i posteriorment gestionat per Josefa García i la seva filla, Elena Amer, des de 1997. Aquestes van introduir els plats preparats, que van consolidar-se com un èxit entre la clientela. El 2019 es van traslladar al carrer de Santa Eulalia, núm. 13, Palma, Mallorca, amb el nom de Petit Colón. El motiu fou la no renovació del contracte de lloguer, que acabà el 31 de juliol de 2019, i la intenció dels llogaters d'obrir una botiga amb el nom de Colmado Colom, que és de la seva propietat. El 2020, Natalia Vaquer, el seu tercer llinatge és Colom, representant de la quarta generació familiar, va reprendre el control amb una renovació integral de l’espai, combinant tradició i modernitat. El producte, local i de quilòmetre zero el treballa l’uruguaià Lemos, jueu i reconegut com l’únic xef kosher de Mallorca (2020).
S’inspira en els receptaris de Mallorca, Itàlia, Grècia o Turquia per fer la carta del Colmado Colom per recuperar el sabor de la Mallorca sefardí.

## Importància cultural
El Colmado Colom és un dels pocs exemples que resten de les antigues «botigues de queviures» de Palma, emblemàtiques per la seva combinació de productes quotidians i especialitats selectes. La seva trajectòria reflecteix les transformacions socials i comercials de la ciutat, mantenint-se com a punt de referència gràcies a l’adaptació constant sense perdre l’essència familiar.
El 24 de juliol de 2024 (resolució núm. 7460, Ajuntament de Palma) el manté com a Comerç Emblemàtic (categoria 1A) en l'aprovació del Catàleg d'establiments emblemàtics de 2024, en què és donat d’alta el 2018.